# Batterie de Parilly
La batterie de Parilly est située sur la commune de Bron et dépendait du fort de Bron. Couvrant l'est de Lyon, elle faisait partie de la deuxième ceinture de Lyon et plus globalement du système Séré de Rivières.

## Histoire
La décision de construire l'ouvrage est prise le 27 décembre 1877 pour protéger la route de Grenoble. Le chantier est confié à Jacques Lacour et Joseph Girard, deux entrepreneurs de la région. Après expropriation des exploitants agricoles utilisant le terrain, le chantier put démarrer au printemps 1878. Il fut achevé deux ans plus tard, en 1880.

## Description
De structure proche de la Batterie de Lessivas, la batterie de Parilly est composée d'une enceinte ovale composée de cinq chambrées pouvant accueillir 150 hommes, une cuisine, un entrepôt à poudre, et des plates-formes de tir prévues pour 19 canons. Le fortin servit pendant les deux guerres mondiales même si pendant la première, il ne participa pas directement aux combats mais n'en fut pas moins habité par des troupes,. 
Durant la seconde, il fut complété par l'ajout d'un blockhaus et abrita une DCA chargée de défendre l'aéroport de Bron lors des bombardements allemands de mai 1940.

## Utilisation contemporaine
Déclassée en septembre 1923, elle est achetée en 1959 par le Rhône pour la démanteler ; trop résistante, elle sera finalement enfouie sous terre pour libérer de l'espace pour le parc de Parilly.